# West Airways
West Pacific es una compañía ecuatoriana de aerotaxi que opera vuelos chárter de pasajeros, carga y correo de forma combinada en todo Ecuador continental, excepto Galápagos.

## Flota
| Aeronaves                  | En servicio | Pedidos | Pasajeros | Matrículas |
| -------------------------- | ----------- | ------- | --------- | ---------- |
| Beechcraft Baron 55        | 1           | —       | 5         | HC-COW     |
| Cessna 421 Golden Eagle II | 1           | —       | 6-7       | HC-CSW     |
| Piper PA-23 Aztec          | 1           | —       | 5         | HC-CIQ     |
| Total                      | 3           | —       |           |            |